# Close to Me (canção de The Cure)
"Close to Me" é uma canção da banda britânica The Cure, lançada em setembro de 1985 como segundo e último single de seu sexto álbum de estúdio, The Head on the Door.

## Posição nas paradas musicais
| Parada (1985–1986)                          | Melhor posição |
| ------------------------------------------- | -------------- |
| Austrália (Kent Music Report)               | 7              |
| Bélgica (Ultratop 50 de Flandres)           | 30             |
| França (SNEP)                               | 17             |
| Irlanda (IRMA)                              | 19             |
| Países Baixos (Dutch Top 40)                | 21             |
| Países Baixos (Single Top 100)              | 16             |
| Nova Zelândia (Recorded Music NZ)           | 45             |
| Reino Unido (Official Charts Company)       | 24             |
| Estados Unidos (Billboard Dance Club Songs) | 32             |
| Alemanha Ocidental (Official German Charts) | 49             |

| Parada (1986)                 | Posição |
| ----------------------------- | ------- |
| Austrália (Kent Music Report) | 56      |

## Certificações
| Região | Certificação | Vendas   |
| --- | ------------ | -------- |
| Itália (FIMI) | Ouro         | 25 000*  |
| Reino Unido (BPI) vendas desde 2004 | Ouro         | 400,000^ |
| *números de vendas baseados somente na certificação ^distribuições baseadas apenas na certificação ‡vendas+valores de streaming baseados somente na certificação |              |          |